# Вибори до Львівської обласної ради 2006
Вибори до Львівської обласної ради 2006 — вибори до Львівської обласної ради, що відбулися 26 березня 2006 року. Перші вибори до Львівської обласної ради, які проводилися за пропорційною виборчою системою. Для того, щоб провести своїх представників до  Львівської обласної ради, партія чи блок мусила набрати не менше 3% голосів виборців.

## Результати виборів
| Розподіл голосів    | Розподіл голосів    | Розподіл голосів | Розподіл голосів | Розподіл голосів |
| ------------------- | ------------------- | ---------------- | ---------------- | ---------------- |
|                     |                     |                  |                  |                  |
| «Наша Україна» (45) | «Наша Україна» (45) |                  | 26.62%           | 26.62%           |
| БЮТ (41)            | БЮТ (41)            |                  | 24.43%           | 24.43%           |
| УНБ КіП (10)        | УНБ КіП (10)        |                  | 5.87%            | 5.87%            |
| ВО «Свобода» (10)   | ВО «Свобода» (10)   |                  | 5.62%            | 5.62%            |
| Пора (9)            | Пора (9)            |                  | 5.04%            | 5.04%            |
| ПППУ (5)            | ПППУ (5)            |                  | 3.2%             | 3.2%             |

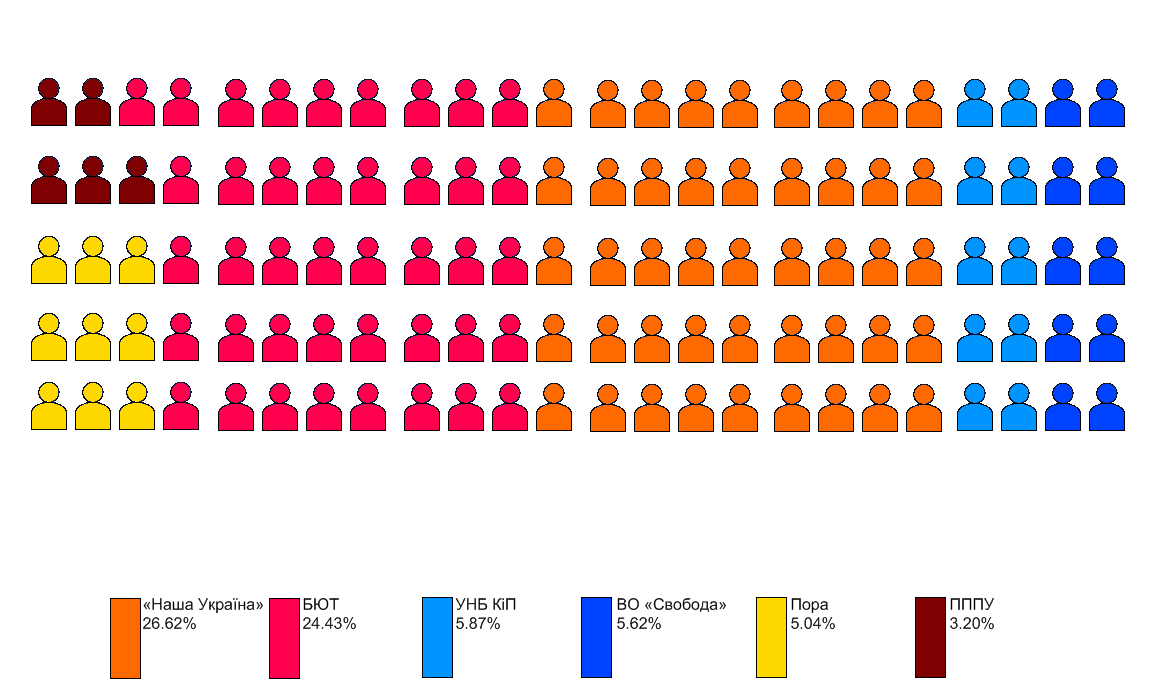
Розподіл мандатів у Львівській обласній раді

Таким чином, Львівська обласна рада стала однією із трьох рад, де на виборах перемогла «Наша Україна». Також ця обласна рада до 2009 року залишалась єдиною, в якій представництво отримало ВО «Свобода» (до позачергових виборів у Тернопільську облраду 2009 року).
Примітка: На діаграмі зазначені лише ті політичні сили,  які подолали  3 % бар'єр
 і провели своїх представників до Львівської обласної ради.
 В дужках — кількість отриманих партією чи бльоком мандатів

## Вибори ГоловиЛьвівської обласної ради
| Номер | Фото | Кандидат       | Голосів | Підтримка фракцій          |
| ----- | ---- | -------------- | ------- | -------------------------- |
| 1     |      | Мирослав Сеник | 63      | «Наша Україна» «Пора» ПППУ |
| 2     |      | Михайло Сендак | 31      | БЮТ                        |
| 3     |      | Олег Тягнибок  | 11      | ВО «Свобода»               |

За результатами виборів, перемогу здобув Мирослав Сеник. Його кандидатуру підтримали фракції «Наша Україна», ПППУ та партії «Пора». Фракція Української народної партії за виключенням депутата Лариси Федорів не взяла участь у таємному голосуванні,